# Juanico
Pour la ville uruguayenne, voir Juanicó.
José Alberto Peixoto da Silva, plus communément appelé Juanico, est un footballeur portugais né le 5 décembre 1958 à Guimarães. Il évoluait au poste de milieu défensif.

## Biographie

### Carrière en club
Il commence sa carrière sénior au sein du Caçadores Taipas en 1978,,,.
En 1980, il devient joueur du FC Vizela, club qu'il représente pendant trois saisons,,.
Lors de la saison 1983-1984, il découvre avec le Varzim SC la première division portugaise,,.
De 1984 à 1987, il est joueur du Rio Ave. Le club relégué à l'issue de la saison 1984-1985, remporte la deuxième division portugaise en 1986,,.
Il est transféré en 1987 au CF Belenenses. Il évolue avec le club pendant quatre saisons et remporte notamment la Coupe du Portugal en 1989,,.
Avec Belenenses, il découvre les compétitions européennes. Il participe ainsi à la Coupe de l'UEFA à deux reprises en 1987 et 1988, puis dispute la Coupe des coupes en 1989.
Il quitte le club en 1991 et représente le FC Penafiel pendant la saison 1991-1992,,.
Il joue ensuite avec le Moreirense FC durant la saison 1992-1993,,.
En 1993-1994, il évolue en troisième division portugaise avec les Caçadores Taipas,,.
De 1994 à 1996, il joue au sein des Sandinenses,,.
Il raccroche les crampons après une dernière saison à nouveau sous les couleurs des Caçadores Taipas,,.
Le bilan de sa carrière s'élève à 244 matchs en première division portugaise, pour 15 buts, cinq rencontres en Coupe de l'UEFA, et deux matchs en Coupe des coupes.

### Carrière en équipe nationale
International portugais, il reçoit une unique sélection en équipe du Portugal. Le 8 juin 1989, il joue contre le Brésil en amical (défaite 0-4 à Rio de Janeiro).

## Palmarès
| CF Belenenses - Coupe du Portugal (1) : - Vainqueur : 1988-89. |  | Rio Ave - Championnat du Portugal D2 (1) : - Champion : 1985-86. |